# Distrito de Oyotún
El Distrito de Oyotún es uno de los veinte distritos que conforman la provincia de Chiclayo en el Departamento de Lambayeque, bajo la administración del Gobierno Regional de Lambayeque, en el norte de Perú. La capital de este distrito es el pueblo de Oyotún, ubicado a 210 m s. n. m. Desde el punto de vista jerárquico de la Iglesia católica, forma parte de la Diócesis de Chiclayo.

## Historia
Este distrito fue creado por Ley N.º 5290 del 23 de noviembre de 1925, en el gobierno del Presidente Augusto Leguía.

## Geografía
Tiene una superficie territorial de 455,40 km². La capital del distrito es el pueblo de Oyotún, situado en la margen izquierda del río Zaña a 200 m s. n. m. Latitud sur 6° 50’ 52.5” y 79° 18’ 3.4 ”de Longitud occidental.

### Relieve
Presenta un territorio en parte llano y accidentado, con presencia de laderas, quebradas, pequeños cañones, precipicios y crestas. Parte del distrito se encuentra en la región natural de la Chala y otra parte en la región Yunga.

### Clima
Es cálido templado, con esporádicas precipitaciones en verano. Temperatura media anual de 23 °C, bajando en la época de invierno hasta los 17 °C temperatura mínima y máxima de 35 °C en época de verano.

### Recursos naturales
Presenta suelos aptos para el cultivo.
Flora propia de las riberas del río donde crecen especies como: sauce, pájaro bobo, huarango, carrizo, caña brava, guayaquil, pasallo, chilco, cola de caballo, gramalote y diversas hierbas. También flora arbustiva en los sectores húmedos y otra rala, compuesta de cactus, chilco y zapote en los lugares secos.
Su fauna es variada, distinguiéndose especies mamíferas como: zorro, puma, venado, muca; aves como: paloma, guardacaballo, peche, jilguero, golondrina, perico, loro, gallinazo, tordo; y una gran variedad de insectos. En cuanto a peces, encontramos: life, cascafe, mojarra y otros. También se encuentran crustáceos como el camarón.

## Demografía

### Centros poblados

#### Urbanos
- Oyotún (5 918 hab.)[2]

#### Rurales
- Las Delicias (351 hab.)
- La Compuerta (317 hab.)
- Espinal (317 hab.)
- Chilcal Alto (211 hab.)
- Polvadera (143 hab.)
- Macuaco (132 hab.)
- Chumbenique (130 hab.)
- Virú (120 hab.)
- Santa Rita (117 hab.)
- Zorronto (110 hab.)
- Sorronto Virú (106 hab.)
- Bebedero (80 hab.)

#### Caseríos
- Pan de Azúcar (93 hab.)
- Alumbral (72 hab.)
- Miraflores (65 hab.)

## Autoridades

### Municipales
2023-2026 Moisés Fernández Guevara
2019-2022 Luis Zacarías Chávez Becerra, del Partido Acción Popular
2019 - 2022 Marco Antonio Flores Serrano (e)
- 2015-2018[3]
  - Alcalde: Alan Ugaz Quiroz, del Partido Aprista Peruano (PAP).
  - Regidores: Francisco Genaro Muñoz Bajaña (APP), Lady Diana Lozano Castañeda (APP), Abner Alberto Ayala Gonzales (APP), Enrique Cabrera Huamán (APP), Valmir Rociel Castañeda Palacios (Restauración Nacional).
- 2011 - 2014
  - Alcalde: Segundo Teodoro Vargas Pérez, del Partido Alianza para el Progreso (APP).
  - Regidores: Jorge Ramos Leyva (APP), Manuel Porfirio Guevara Salazar (APP), Lorenzo Alberto Ramírez Cancino (APP), Yris Karina Valderrama Rivasplata (APP), 	Carlos Alfonso Castañeda Otsu (Manos Limpias).
- 2007 - 2010
  - Alcalde: Segundo Manuel Aguinaga Pérez.

### Policiales
- Comisaría 
  - Comisarioː Mayor PNP.[4]

### Religiosas
- Diócesis de Chiclayo[5]
  - Obispo de Chiclayo: Mons. Robert Francis Prevost, OSA[6]
- ̈Parroquia San Juan Bautista[7]
  - Párrocoː Pbro. Francisco Pérez.

## Festividades
Festividad religiosa en honor al Santo Patrón San Juan Bautista, festividad que se lleva a cabo los días 23, 24 y 25 de junio de cada año.

## Atractivos turísticos

### Monumentos arqueológicos
Águila Milenaria. Búho de La .
Compuerta. Huaca "El Toro".